# Тимерман, Эктор
Эктор Маркос Тимерман (исп. Héctor Marcos Timerman, 16 декабря 1953, Буэнос-Айрес — 30 декабря 2018) — аргентинский государственный деятель, дипломат, правозащитник, журналист, редактор, министр иностранных дел (2010—2015).

## Биография
Родился в Буэнос-Айресе, в еврейской семье аргентинского журналиста-правозащитника Хакобо Тимермана, выходца с Украины, и его жены Риши. Журналист, работал в изданиях La Tarde (Аргентина), New York Times, Los Angeles Times, Newsweek и The Nation.
В 1977 году его отец, известный журналист, был похищен в ходе «Грязной войны». С 1978 года — в эмиграции в США. Доктор философии по международным отношениям (1981). С 1989 года — в Аргентине. Основатель изданий, телеведущий.

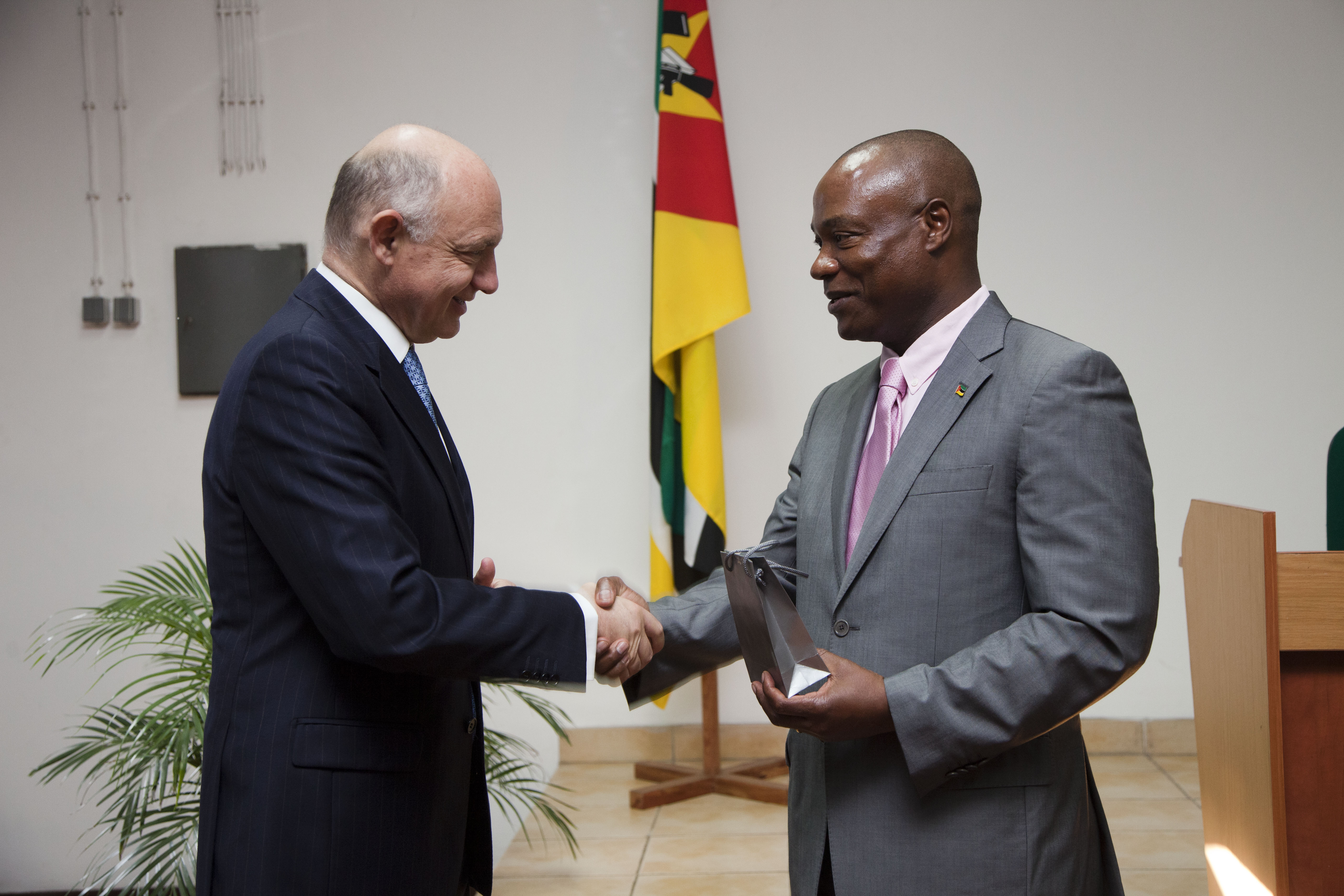
Министр иностранных дел Мозамбика Жозе Кондунгуа Пашеку с министром иностранных дел Аргентины Эктором Тимерманом. 2012

Генеральный консул Аргентины в Нью-Йорке с 2004 года. С 2007 года — посол Аргентины в США.
Министр иностранных дел Аргентины с 18 июня 2010 по 10 декабря 2015 года.